# ملكات الصراخ
ملكات الصراخ (بالإنجليزية: Scream Queens)‏ هو مسلسل تلفزيوني أمريكي بدأ بثه على شبكة فوكس التلفزيونية منذ 22 سبتمبر 2015.

## طاقم الممثلين
| الممثل            | الدور                   |
| ----------------- | ----------------------- |
| إيما روبرتس       | شانيل أوبرلين           |
| سكايلر صامويلز    | غريس غاردنر             |
| ليا ميشيل         | هيستر أولريش / شانيل #6 |
| غلين باول         | تشاد ردول               |
| ديجو بونيتا       | بيت ديلر                |
| أبيجيل برسلين     | شانيل #5                |
| كيكي بالمر        | زيدان وليامز            |
| ناسیم بدراد       | جيجي كالدويل            |
| لوسيان لافيسكاونت | إيرل غري                |
| أوليفر هدسون      | ستون غاردنر             |
| بيلي لورد         | شانيل #3                |
| جيمي لي كرتيس     | كاثي مونش               |

## روابط خارجية
- ملكات الصراخ على موقع IMDb (الإنجليزية)
- ملكات الصراخ على موقع ميتاكريتيك (الإنجليزية)
- ملكات الصراخ على موقع روتن توميتوز (الإنجليزية)
- ملكات الصراخ على موقع نتفليكس (الإنجليزية)
- ملكات الصراخ على موقع فيلمافينيتي (الإسبانية)
- ملكات الصراخ على موقع كينوبويسك (الروسية)
- ملكات الصراخ على موقع ألو سيني (الفرنسية)
- ملكات الصراخ على موقع قاعدة بيانات الفيلم (الإنجليزية)